# Кузьмін Олександр Якович
Олександр Якович Кузьмі́н (рос. Александр Яковлевич Кузьмин; 3 березня 1904, Лебедянь — 13 квітня 1970, Мічурінськ) — радянський селекціонер ягідних культур і винограду на півночі Чорноземної зони СРСР.

## Біографія
Народився 3 березня 1904 року в місті Лебедянь Тамбовської губернії Російської імперії (нині Липецької області Росії). Навчався в місцевій школі, в садово-городньому технікумі. У 1931 році закінчив Московську сільськогосподарську академію імені К. А. Тімірязєва. Учасник Другої світової війни. Член ВКП(б) з 1944 року. Працював завідувачем і старшим науковим співробітником секції ягідних культур в Центральній генетичній лабораторії імені І. В. Мічуріна у Мічурінську.
Помер у Мічурінську 13 квітня 1970 року.

## Наукова діяльність
Основні праці присвячені теорії і методам віддаленої гібридизації і селекції ягідних культур і винограду. Автор ряду сортів винограду: Тамбовський рожевий, Тамбовський зелений, Нагорода і інших. Праці:
- Развитие мичуринского учения в селекции винограда. — Москва, 1952;
- Сорта винограда И. В. Мичурина. — Москва, 1961;
- Новые сорта винограда и ягодных культур. — Москва, 1968.

## Відзнаки
- Державна премія СРСР (1959);
- Нагороджений орденами Трудового Червоного Прапора, «Знак Пошани»;
- Золота, срібні, бронзова медалі ВСГВ і ВДНГ.